# Sandort
Der Sandort (ⓘ) ist ein Dorf im Versmolder Stadtteil Peckeloh im Kreis Gütersloh. Nach Peckeloh selbst ist es die zweitgrößte Siedlung im Stadtteil.

## Geografie
Der Sandort liegt zwischen Peckeloh und Versmold und grenzt im Norden direkt an die beiden Stadtteile. Durch das Siedlungsgebiet des Standorts fließen der Sandfortbach, der Poggenfahrtsgraben und das Galgenwasser, die alle weiter südlich in die Hessel fließen.

## Geschichte

### Siedlungsentstehung
Entstanden sind das Dorf Sandort und die darum liegenden Streusiedlungen ausgehend vom ehemaligen Kastanienkrug, einem Gasthof im Dorfkern, der 2017 abgerissen wurde.

### Eingemeindung
Vor dem Bielefeld-Gesetz war der Sandort ein Ortsteil der eigenständigen Gemeinde Peckeloh; nach Inkrafttreten des Gesetzes am 1. Januar 1973 wurde Peckeloh in die Stadt Versmold integriert.

## Verkehr
Durch den Sandort führen die zwei Hauptverkehrsstraßen, die Bismarckstraße und die Münsterstraße. Letztere ist Teil der B 476. Beide Straßen verbinden Versmold mit dem Siedlungszentrum von Peckeloh. Die Sandortstraße wiederum verbindet Versmold mit Rippelbaum, einer Bauerschaft in Füchtorf.